# La Chanson du scaphandrier
La Chanson du scaphandrier est une chanson composée et interprétée par Léo Ferré sur un texte de René Baer. Léo Ferré en enregistre plusieurs versions, respectivement parues sur disques en 1950, 1954 et 1969. 

## Historique
En 1943, année de la rencontre des deux hommes, Léo Ferré met en musique trois textes de René Baer : La Mauvaise étoile, Oubli, Le Banco du diable.
L'année suivante, Ferré compose La Chambre et La chanson du scaphandrier, sur deux textes de Baer.
Si les trois premières chansons restent inédites au disque (leur enregistrement est par ailleurs improbable), La Chanson du scaphandrier sort sur 78 tours six ans plus tard (La Chambre, sera quant à elle publiée en 1953 seulement. Voir l'album Paris Canaille).
Deux autres versions de La Chanson du scaphandrier sont par la suite réalisées en studio.

## Enregistrements
1950 : Léo Ferré enregistre La chanson du scaphandrier pour la première fois, en s'accompagnant au piano.
1953 : une deuxième version, cette fois encore en piano-voix, est enregistrée en octobre.
1969 : chez Barclay, Léo Ferré réenregistre l'intégralité de ses chansons parues en 1950 ; comme l'ensemble des titres ici revisités, La chanson du scaphandrier est donnée dans une version orchestrale.

## Discographie
Première version :
- 1950 : 78 tours Le Chant du Monde
- 2000 : album posthume Le Temps des roses rouges (le Chant du Monde)

Deuxième version :
- 1954 : 33 tours 25cm Le chant du Monde : Chansons de Léo Ferré

Troisième version :
- 1969 : album Les Douze Premières Chansons de Léo Ferré

Enregistrement public :
- 1986 : Léo Ferré chante les poètes

## La chanson
Un scaphandrier est invité à visiter le corps d'une blonde. C'est ainsi que son exploration le conduit aux yeux puis au cœur de la dulcinée, dont il livre ses découvertes. Le voilà à présent dans le cerveau... Dont jamais il ne revint.
« Mets ton habit, scaphandrier / Descends dans les yeux de ma blonde, Que vois-tu bon scaphandrier ? / Je vois un étrange attirail : Des fleurs, des oiseaux, du corail, [...] / Descends dans le cœur de ma blonde, Que vois-tu, bon scaphandrier ? [...] / Je vois des rires et des deuils,
Une oasis près d'un écueil / [...] / Et dans le cerveau de ma blonde, Tu vas descendre, que vois-tu ? Il est descendu, descendu / Et dans les profondeurs du vide / Le scaphandrier s'est perdu... »
 (paroles René Baer)

## Reprises
1950 :
- Claire Leclerc
- Henri Salvador

1955 :
- Eddie Constantine

1957 :
- Jacques Douai

1974 :
- Claude Nougaro, album Récréation